# Tetragnatha modica
Tetragnatha modica är en spindelart som beskrevs av Kulczynski 1911. Tetragnatha modica ingår i släktet sträckkäkspindlar, och familjen käkspindlar. Inga underarter finns listade i Catalogue of Life.